# Borys Antonenko-Davydovyč
Borys Antonenko-Davydovyč (ukrajinsky Борис Антоненко-Давидович, 23. červencejul./ 4. srpna 1899greg. – 8. května 1984) byl ukrajinský spisovatel, překladatel, člen literární skupiny Lanka-MARS. Zkoumal problematiku rozvoje a kultury ukrajinského jazyka. V 1935 roce se stal oběti represí. Jako jeden z mála dožil se amnestie v roce 1957. Celá řada jeho románů a povídek zabývá se fenoménem občanské války na území Ukrajiny (Smrt – 1928, Zemleju ukrajinskoju – 1930).
Napsal vědecko-populární knihu o kultuře jazyka „Jak mluvíme“ (Jak my hovorymo, Raďanskyj pysmennyk 1970).